# گائو چن
گائو چن (انگلیسی: Gao Chen؛ زادهٔ ۱۱ اوت ۱۹۹۲) بازیکن فوتبال اهل چین است.
وی همچنین در تیم ملی فوتبال زنان چین بازی کرده‌است.